# Bill Freund (Radsportler)
William Rudolph „Bill“ Freund (* 26. Mai 1941 in Detroit) ist ein ehemaliger US-amerikanischer Radrennfahrer.

## Sportliche Laufbahn
Freund war im Straßenradsport aktiv. 1960 war er Teilnehmer der Olympischen Sommerspiele in Rom. Im Mannschaftszeitfahren wurde das Team mit Bill Freund, Michael Hiltner, Wes Chowen und Bob Tetzlaff 11. des Wettbewerbs. Für Olympia hatte er sich mit dem 2. Platz in den US Olympic Trials qualifiziert. 1964 siegte er im Grand Rapids to Muskegon Cyclethon.

## Berufliches
Nach seiner Karriere eröffnete er ein Fitnesscenter in Oak Park (Michigan).